# ルドルフ・フォン・グナイスト

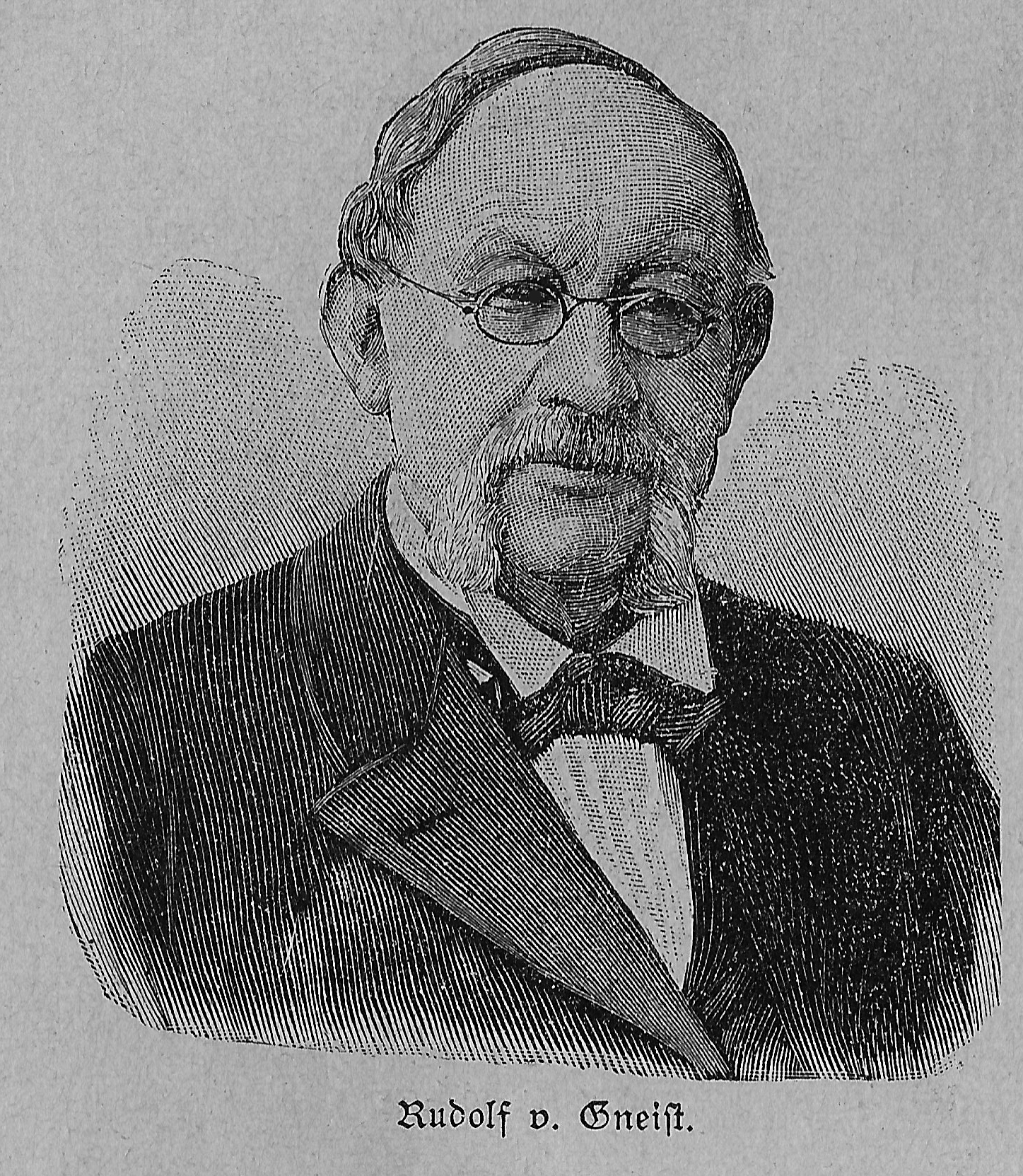
グナイスト

ハインリヒ・ルドルフ・ヘルマン・フリードリヒ・フォン・グナイスト（Heinrich Rudolf Hermann Friedrich von Gneist, 1816年8月13日 - 1895年7月22日）は、プロイセン時代のドイツの法学者（国法学）で政治家。

## 人物
主著は1872年に初版発行の『法治国家』。保守的で穏健な自由主義者であったが、当時の社会情勢から「国家」と「社会」の本質的対立を見出し、両者を止揚するため、行政の非党派性・専門性を重視した彼の理論は法治主義を形式的で法技術的な原理に転化するきっかけを作った。弟子はアルベルト・モッセ。伊藤博文、伊東巳代治ら日本の憲法調査団にドイツ国法学を講義し、明治憲法にも影響を及ぼした。他の有名な教え子にはマックス・ヴェーバーがいる。

## 略歴
- 1816年8月13日、ベルリンに生まれる。
- 1833年、ベルリン大学入学。
- 1838年、ベルリン大学博士号を取得。
- 1845年、ベルリン大学員外教授。
- 1847年、プロイセン上級裁判所調査官
- 1858年、ベルリン大学正教授。
- 1875年、プロイセン上級行政裁判所判事。
- 1895年7月22日、永眠。